# Etapocanga
Etapocanga es un género de insecto coleóptero de la familia Chrysomelidae.

## Especies
Las especies de este género:
- Etapocanga consejera Duckett, 1994
- Etapocanga pysuna Duckett, 1994